# Delminichthys
Delminichthys – rodzaj słodkowodnych ryb z rodziny karpiowatych (Cyprinidae). 

## Występowanie
Europa (Chorwacja, Bośnia i Hercegowina).

## Klasyfikacja
Gatunki zaliczane do tego rodzaju:
- Delminichthys adspersus – strzebla dalmatyńska[2]
- Delminichthys ghetaldii – strzebla dubrownicka[2]
- Delminichthys jadovensis
- Delminichthys krbavensis

Gatunkiem typowym jest Leucos adspersus (D. adspersus).